# The Lie (Lost)
|  | For andre betydninger, se The Lie |
"The Lie" er andet afsnit af femte sæson af den amerikanske tv-serie Lost. Det blev sendt første gang på American Broadcasting Company den 21. januar 2009 umiddelbart efter sæsonpremieren "Because You Left." The Lie er instrueret af Jack Bender og forfattet af Adam Horowitz og Edward Kitsis og karakteren Hugo "Hurley" Reyes vises i afsnittets flashbacks.

## Fodnoter
1. ↑  "Lost (1/21; Season Premiere)". ABC Medianet. 31. december 2008. Hentet 31. december 2008.